# Шульгин, Виктор Николаевич
Ви́ктор Никола́евич Шульги́н (22 [10] июня 1894, Рязань — 27 октября 1965, Москва) — историк, педагог, музейный деятель, член Государственного учёного совета, член коллегии Народного комиссариата просвещения.

## Биография
Виктор Николаевич Шульгин родился в г. Рязани в семье богатого купца Николая Викторовича Шульгина, владельца большого мануфактурного магазина на Почтовой улице. Сестра — Юлия Николаевна Шульгина.
К поступлению в гимназию его готовил студент Н. Н. Гусев (впоследствии секретарь Л. Н. Толстого). В 1913 году окончил Рязанскую первую мужскую гимназию, в 1917 — историко-филологический факультет Московского университета. Будучи студентом, входил в Рязанское студенческое землячество, принимал участие в работе группы рязанских социал-демократов.
В марте 1917 года вместе с сестрой вернулся в Рязань, возглавил комитет культурно-просветительного бюро (Народного дома), занимавшегося распространением газет и брошюр, устройством общедоступных лекций и читален; выступал с лекциями и докладами на митингах и собраниях солдат и рабочих, участвовал в мероприятиях, проводимых партийной группой большевиков. В октябре 1917 года вступил в РСДРП(б).
С 26 октября (8 ноября) 1917 — секретарь Совета Советов (созданного 1-м губернским съездом Советов рабочих, солдатских и крестьянских депутатов) и одновременно заместитель губернского комиссара просвещения М. И. Воронкова. Совместно с С. П. Середой готовил замечания к проекту новой Программы партии.
В 1918 году выступал на 1-м областном съезде по народному просвещению (Москва); там же познакомился с Надеждой Константиновной Крупской и по её предложению перешёл на работу в Народный комиссариат просвещения, где работал в 1918—1922 годы: заместитель заведующего отделом реформы школ, заместитель заведующего отделом единой трудовой школы. Был членом Государственного учёного совета (научно-педагогическая секция, 1921—1931) и членом коллегии Народного комиссариата просвещения. В 1922—1931 годы — директор Института методов школьной работы.
После осуждения его концепции педагогики был отстранён от педагогической деятельности и в 1932 году выслан в Челябинск.
Вернулся в Москву в 1938 году, работал научным сотрудником в Центральном антирелигиозном музее, Музее Н. Г. Чернышевского и Музее революции СССР.
В начале Великой Отечественной войны вступил в народное ополчение, в составе 1-го Куйбышевского полка участвовал в обороне Москвы. Позднее был отозван на пропагандистскую работу, выезжал на фронт с докладами и лекциями.
В последние годы жизни Виктор Николаевич часто приезжал в Рязань. На встречах с молодёжью, рабочими и колхозниками области он рассказывал о героизме рязанцев в октябрьские дни 1917 года, о своих встречах с Владимиром Ильичом Лениным и Надеждой Константиновной Крупской.
Умер 27 сентября 1965 года; похоронен в Москве на Новодевичьем кладбище (6 уч. 25 ряд).

## Научная деятельность
Основные направления исследований:
- развитие педагогики;
- история распространение марксизма в России (опубликовал работы: «К вопросу проникновения марксизма в Россию в 40 — 60-х годах XIX века», «Когда в России стали известны Маркс и Энгельс и идеи марксизма», «Карл Маркс и Фридрих Энгельс и передовая общественная и научная мысль России 70 — 80-х гг.»);
- творчество и мировоззрение Н. Г. Чернышевского.

Автор более 200 научных работ.

### Концепция педагогики
Понимал педагогику как науку, организующую социальную среду для формирования человека нового типа. Предлагал создание новых отраслей педагогики: профсоюзов, партийной работы, детских и юношеских движений. Рассматривал образование как практику общественного развития, что могло привести к новым формам организации общественной жизни и новому типу государственности.
В 1920-х разрабатывал (совместно с М. В. Крупениной) концепцию воспитания нового человека, отвечающего требованиям социалистического строя, как сложной системы социальных связей и отношений, охватывающих все сферы жизни общества. Концепция В. Н. Шульгина предполагала:
- включение школы в жизнь среды (семьи, учреждений дополнительного образования, общественных организаций, улицы) и повышение воспитательного потенциала среды;
- активное включение школьников в общественные процессы;
- развитие самодеятельности детей и подростков как основного метода педагогической работы; педагог становился помощником самоорганизации, самообразования и саморазвития ребёнка;
- развитие учебного заведения типа школы, действующей в тесной связи с окружающей средой, с последующим преобразованием в учебное заведение на базе широкого политехнического обучения и общественно полезного труда (школа — цех предприятия, отделение колхоза и т. п.), в котором:
  - учащиеся получают знания непосредственно на предприятиях, в лабораториях, библиотеках;
  - учебно-воспитательный процесс строится на трудовых основах, постепенно перерастая в гипертрофированную производственную деятельность;
  - ведущей организационной формой становится метод проектов;
  - классы переоборудуются в комнаты самостоятельной деятельности учащихся, учебники заменяются специальными рабочими книгами.

Предлагал систему «школ при клубах», «воскресных школ» для детей, «курсы на дому» для взрослых, кино-радиокурсы и образовательные рубрики в газетах. Эти исследования противопоставлялись тенденции к унификации средней школы.
В концепции В. Н. Шульгина воспитание коммунистической морали преобладало над обучением, идеология — над образованием, социальное воспитание — над школьным, политехническое — над общим, что привело к недооценке образования в развитии личности. В постановлении ЦК ВКП(б) «О начальной и средней школе» (1931) концепция В. Н. Шульгина была осуждена как «глупая антиленинская идея отмирания школы».

### Изучение творчества и мировоззрения Н. Г. Чернышевского
К этой теме обратился по совету В. И. Ленина.

— А вы так и не закончили свой рассказ о Чернышевском, — сказал Владимир Ильич, входя. — Двадцать лет был на каторге. А почему не бежал? Другие бежали, а он нет. Как вы это объясните?
Что мог я сказать Владимиру Ильичу, если этот вопрос не приходил мне раньше в голову. Я так и сказал.
— А что пишут?
Это я знал и начал ему рассказывать то, что писали. А тогда писали, что Чернышевский и не собирался бежать, что с христианским смирением встретил он каторгу, что таков, дескать, был характер его убеждений.
— А кто это пишет? — спросил Владимир Ильич.
Я назвал фамилии авторов.
— А зачем вы читаете? Это же сменовеховцы, ренегаты. Надюша, а в школе Чернышевского изучают?
— Да.

— Как же? Ведь это вопрос о мировоззрении Чернышевского. Нет, Виктор Николаевич, вы этим займитесь, обязательно займитесь.— Из воспоминаний В. Н. Шульгина
Изучал период заточения и ссылки Н. Г. Чернышевского, вопрос подготовки его побега из ссылки и участия в этом группы рязанцев; показал непреклонность революционных убеждений Н. Г. Чернышевского. Участвовал в подготовке к изданию третьего, полного собрания сочинений Н. Г. Чернышевского.

### Избранные труды
- Шульгин В. Н. Н. К. Крупская как педагог : К шестидесятилетию со дня рождения. 1869—1929. — М.: Работник просвещения, 1929. — 49 с.
- Шульгин В. Н. Ленинизм в педагогике : Методическая разработка для ассоциаций, кружков и самостоятельных занятий преподавателей I и II ступени. — М.: Работник просвещения, 1928. — 24 с.
- Шульгин В. Н. Маркс и Энгельс в их педагогических высказываниях. — 2-е изд. — М.: Работник просвещения, 1924. — 36 с.
  -  — 5-е изд. — М.: Работник просвещения, 1925. — 50 с.
- Шульгин В. Н. На путях к политехнизму : (Статьи и речи по вопросам политехнизма). — М.: Работник просвещения, 1930. — 170+2+3 с. — (Библиотека За политехнизм в школе)
- Шульгин В. Н. О воспитании коммунистической морали. — М.: Работник просвещения, 1928. — 46 с.
  -  — 3-е изд. — М.: Работник просвещения, 1930. — 59 с. — (Дешевая библиотека просвещенца ; 2)
- Шульгин В. Н. О новом учебнике. — М.: Б. и., 1927. — 32 с. — (Педагогические курсы на дому ; 1924, № 15)
  -  — 2-е изд. — М.: Работник просвещения, 1927. — 32 с.
- Шульгин В. Н. Общественная работа школы и программы ГУС’а. — 2-е изд. — М.: Работник просвещения, 1925. — 51 с.
  -  — 4-е изд. — М.: Работник просвещения, 1929. — 51 с.
- Шульгин В. Н. Основные вопросы социального воспитания. — М.: Работник просвещения, 1924. — 127 с. — ([Б-чка сов. учителя] / Ин-т ком. воспитания ; I)
  -  — 5-е изд. — М.: Работник просвещения, 1926. — 127 с.
- Шульгин В. Н. Очередные задачи школы : (Доклад, прочит. для делегатов II-го Сев.-Кавк. краев. съезда Союза работников просвещения). — Ростов-н/Д : Сев.-Кав. краев. отд. Союза работников просвещения, 1925. — 19 с.
- Шульгин В. Н. Очерки жизни и творчества Н. Г. Чернышевского. — М.: Гослитиздат, 1956. — 399 с.
- Шульгин В. Н. Памятные встречи. — М.: Госполитиздат, 1958. — 79 с. — (Сб. ст. о встречах автора с В. И. Лениным, Н. К. Крупской и А. В. Луначарским.)
- Шульгин В. Н. Пятилетка и задачи народного образования. — М.: Работник просвещения, 1930. — 105 с.

## Адреса
В Москве:
- Китайский пр., д. 3[4].

## Память
В Государственном архиве Рязанской области хранится личный фонд В. Н. Шульгина, содержащий опубликованные и неопубликованные воспоминания о В. И. Ленине, Н. К. Крупской, А. В. Луначарском, Ф. Э. Дзержинском, М. И. Калинине, Е. М. Ярославском, о встречах с известными художниками Б. В. Иогансоном, В. К. Бялыницким-Бирулей, М. Н. Тихомировым, а также черновики протоколов заседаний Рязанского губкома партии (1918), 1-го губернского съезда РСДРП(б) (1917), организационного заседания губернского совета комиссаров (1918), 2-го губернского съезда Советов (1918), воззвания Рязанского губернского Совета Советов (1917), отдельные номера газет «Искра» и «Рязанская жизнь» (1917, 1918), материалы о деятельности рабочего клуба в Рязани (1917), письма.